# Regierung Lee

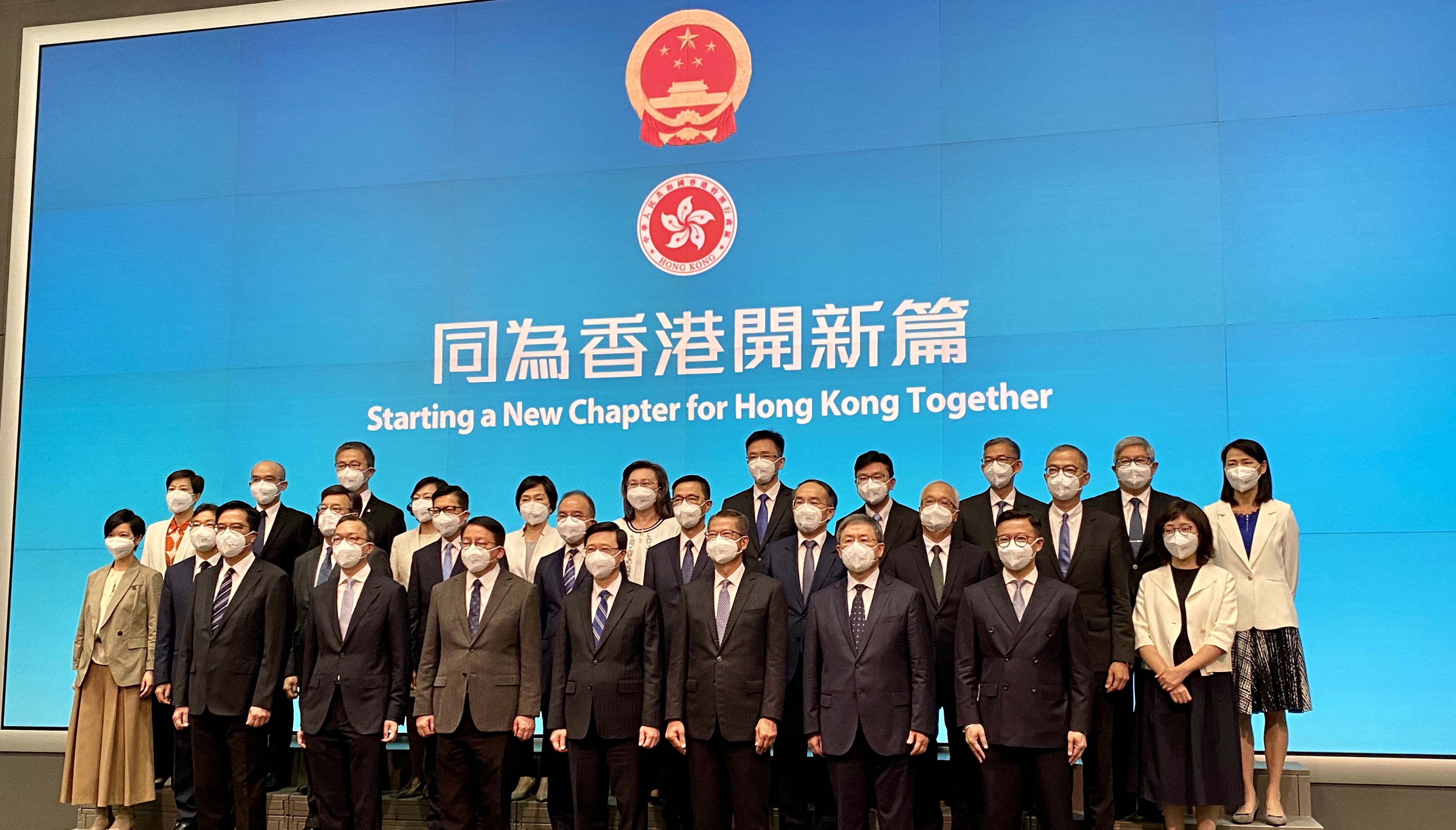
Gruppenbild der Regierung

Die Regierung Lee bildet seit dem 1. Juli 2022 die Regierung der chinesischen Sonderverwaltungszone Hongkong. Sie löste das Kabinett Lam ab.

## Kabinettsmitglieder
| Amt                                                   | Bild | Name                    | Partei    |
| ----------------------------------------------------- | ---- | ----------------------- | --------- |
| Chief Executive of Hong Kong (Regierungschef)         |      | John Lee                | Parteilos |
| Chefsekretär für Verwaltung                           |      | Eric Chan               | Parteilos |
| Finanzminister                                        |      | Paul Chan Mo-po         | Parteilos |
| Justizminister                                        |      | Paul Lam                | Parteilos |
| Stellvertretender Chefsekretär für Verwaltung         |      | Warner Cheuk            | Parteilos |
| Stellvertretender Finanzminister                      |      | Michael Wong Wai-lun    | Parteilos |
| Stellvertretender Justizminister                      |      | Horace Cheung           | Parteilos |
| Minister für Kultur, Sport und Tourismus              |      | Kevin Yeung             | Parteilos |
| Minister für Verfassungs- und Festlandangelegenheiten |      | Erick Tsang             | Parteilos |
| Minister für Finanzdienstleistungen                   |      | Christopher Hui         | DAB       |
| Minister für Sicherheit                               |      | Chris Tang              | Parteilos |
| Minister für Umwelt und Ökologie                      |      | Tse Chin-wan            | Parteilos |
| Minister für Handel und wirtschaftliche Entwicklung   |      | Algernon Yau            | Parteilos |
| Minister für Gesundheit                               |      | Lo Chung-mau            | Parteilos |
| Minister für Verkehr und Logistik                     |      | Lam Sai-hung            | Parteilos |
| Ministerin für Entwicklung                            |      | Bernadette Linn         | Parteilos |
| Ministerin für Wohnungswesen                          |      | Winnie Ho               | Parteilos |
| Ministerin für den öffentlichen Dienst                |      | Ingrid Yeung Ho Poi-yan | Parteilos |
| Ministerin für Bildung                                |      | Christine Choi          | Parteilos |
| Minister für Innovation, Technologie und Industrie    |      | Dong Sun                | Parteilos |
| Ministerin für Inneres und Jugendangelegenheiten      |      | Alice Mak               | FTU       |
| Minister für Arbeit und Soziales                      |      | Chris Sun               | Parteilos |

### Weitere Positionen
| Amt                                                    | Bild                                  | Name                                |
| ------------------------------------------------------ | ------------------------------------- | ----------------------------------- |
| Kommissar der Polizei                                  |                                       | Raymond Siu                         |
| Kommissar der Unabhängigen Kommission gegen Korruption |                                       | Woo Ying-ming                       |
| Rechnungsprüfungsdirektor                              |                                       | Nelson Lam                          |
| Direktor der Einwanderungsbehörde                      |                                       | Au Ka-wang (bis 19. September 2023) |
| Direktor der Einwanderungsbehörde                      | Benson Kwok (seit 19. September 2023) |                                     |
| Kommissarin für Zoll und Verbrauchsteuern              |                                       | Louise Ho                           |